# The Old Shit
The Old Shit es el álbum recopilatorio del dj sueco Basshunter, que fue publicado en el año 2006 en internet.

## Lista de canciones
| N.º | Título                                   | Duración |  |
| 1.  | «Här kommer Lennart»                     |          |  |
| 2.  | «Counterstrike the Mp3»                  |          |  |
| 3.  | «Smells Like Blade»                      |          |  |
| 4.  | «Stay Alive»                             |          |  |
| 5.  | «Storm of Fantasy»                       |          |  |
| 6.  | «The Celtic Harmony & the Chilling Acid» |          |  |
| 7.  | «The Night»                              |          |  |
| 8.  | «T-Rex [Jurassic Park]»                  |          |  |
| 9.  | «Waiting for the Moon»                   |          |  |
| 10. | «MoonTrip»                               |          |  |